# Francis Bitter
Francis Bitter (ur. 22 lipca 1902 w Weehawken Township, zm. 26 lipca 1967) –amerykański fizyk.
Wynalazł elektromagnes Bittera pozwalający na generowanie bardzo dużych pól magnetycznych, umożliwiających lewitację drobnych obiektów o charakterze diamagnetycznym.
Jako pierwszy zastosował drobne opiłki żelaza do obserwacji struktury domenowej.